# Descenders
Descenders je sjezdová cyklistická videohra od nizozemského herního studia RageSquid, která vydalo britské No More Robots. Hra vyšla 7. května 2019 na Windows, macOS, Linux a Xbox One, následně se dostala 25. srpna 2020 i na PlayStation 4, o pár měsíců později 6. listopadu 2020 na Nintendo Switch a 8. června 2021 na Xbox Series X/S. Od 4. srpna 2022 je hra dostupná na mobilních zařízeních s iOS a Android. Hra běží na herním enginu Unity, který umožňuje multiplatformní hraní.

## Hratelnost
Descenders je sjezdová cyklistická videohra obsahující procedurálně generované mapy, jež mají tematické prostředí, a to např. lesy, pouště či zasněžené hory. Hra dále obsahuje mapy kolektivně nazvané „Bike Parks“, které nejsou vytvořené procedurálně, ale vytvořili je samotní vývojáři či komunita. Kromě tematiky se mapy liší i v použitých překážkách a skocích. Hráč musí dokončit vždy určité levely, aby se mohl posunout na další mapu. Během jízdy musí splnit různé úkoly; může se jednat o udělání konkrétních triků, dosažení určité rychlosti, či splnění dané tratě ve vymezeném čase. Ve hře jsou k dispozici tři různé týmy, které reprezentují hráčův styl jízdy: Enemy reprezentuje především styl zaměřený na triky a skákání, Arboreal znázorňuje styl off-road, neboli ježdění mimo cesty, a Kinetic je pro milovníky rychlosti. Hráč si dále může vybrat ze tří různých typů kol, enduro, hardtail a downhill, lišících se nejen vzhledem, ale i jízdními a fyzikálními vlastnostmi.
Multiplayer byl do Descenders přidán po opuštění předběžného přístupu. Pokud nemá hráč zapnutý offline mód, je automaticky přesměrován do náhodného lobby. Má však možnost hrát s přáteli ve vlastních privátních lobby. Ve hře dále funguje s určitými omezeními multiplatformní hraní. Například hráči na počítači hrající přes Steam mohou hrát jen s hráči, co používají Microsoft Store či konzole Xbox One X/S. Podmínkou je ale i to, že všichni hráči musí mít stejnou verzi.

## Vývoj
RageSquid bylo před vývojem hry Descenders součástí tzv. „incubation programu“ ve firmě Dutch Game Garden, jenž pomáhá startupům se rozvíjet a získat zkušenosti. Vývojáři si všimli nedostatku extrémních sportovních titulů na trhu, na základě čehož se rozhodli, že vytvoří vlastní hru.
Ze začátku měl tým největší problém s fyzikou celé hry, kdy dlouho trvalo, než hra dostala ten správný pocit z jízdy a skákání. Pro vývojáře z RageSquid byla největší inspirací herní série Skate, ze které tým následně vycházel.